# Autofocus
L'autofocus (o AF) è un automatismo elettromeccanico applicato ai sistemi ottici (tipicamente, obiettivi fotografici) che permette di ottenere e di mantenere in modo automatico, la messa a fuoco su un soggetto. In campo fotografico, entra in modo massivo negli anni 1980-1990, sulle fotocamere reflex a pellicola di piccolo formato, per poi perfezionare la sua efficienza su quelle digitali, nel nuovo millennio.
I sistemi di autofocus semplici, si basano su un singolo sensore di messa a fuoco. Quelli avanzati, invece, consistono in un gruppo di sensori: ad esempio, il sistema della Nikon D300s dispone di 51 sensori, ognuno controllato da parte del fotografo, in modo da mettere a fuoco il soggetto voluto. Le più moderne macchine fotografiche utilizzano i dati dell'autofocus anche per aiutare nella misurazione della luce.
Le fotocamere AF sono in grado di misurare più aree dell'immagine e di decidere dove si trova il soggetto; alcune sono addirittura in grado di capire se il soggetto si sta muovendo, allontanandosi o avvicinandosi all'obiettivo, di stimarne la velocità e l'accelerazione e di seguirlo mentre attraversa l'immagine. Per cui, in molte occasioni, il sistema autofocus è preferibile per velocità e accuratezza rispetto al sistema manuale; tuttavia, sono due sistemi differenti, per fotografie differenti, che non conviene confrontare, ma usare entrambi, quando necessario.

## Storia
La prima fotocamera prodotta in serie dotata di autofocus fu la Konica C35 AF, una compatta presentata nel 1977. Seguì nel 1978 la Polaroid SX-70 Sonar OneStep, la prima reflex ad esserne dotata. La prima reflex 35 mm fu invece nel 1981 la Pentax ME-F e nel 1983 seguì la Nikon F3AF. Nel corso degli anni '80 poi questa tecnologia si è diffusa gradualmente sulla maggior parte delle fotocamere e ad oggi è presente praticamente su tutte, salvo alcuni modelli destinati ad utilizzi particolari.

## Tipi di sistemi autofocus
Ci sono due diversi tipi di sistemi per la messa a fuoco automatica::
- sistemi attivi
- sistemi passivi

### Sistemi attivi
I sistemi attivi, solitamente, lavorano in due fasi
- misurazione della distanza (indipendente dal sistema ottico)
- regolazione della messa a fuoco sul sistema ottico

Ci sono vari modi per misurare una distanza. I principali sono gli ultrasuoni (alcune fotocamere Polaroid come la Spectra e l'SX-70 Sonar), la luce (alcune fotocamere compatte, i primi camcorder) o tramite raggio laser.
Gli ultrasuoni vengono emessi dalla fotocamera che, misurando il tempo di ritorno del suono per riflessione, calcola la distanza del soggetto.
I sistemi che utilizzano la luce infrarossa si basano solitamente su una triangolazione. La camera scandisce con luce infrarossa la scena e poi rileva l'angolo di riflessione da parte del soggetto. Le Nikon 35TiQD, 28TiQD e la Canon AF35M utilizzano questo sistema.
I sistemi basati sul raggio laser determinano la distanza tramite il tempo impiegato dal raggio laser per ritornare indietro.
La messa a fuoco sull'ottica è di solito controllata elettronicamente. I dati ottenuti dalla misurazione della distanza vengono elaborati da una unità elettronica che attiva un sistema meccanico o elettromeccanico per adattare ai dati la messa a fuoco.

### Sistemi passivi

Illustrazione di autofocus con rilevazione di fase. In ciascuna figura, il cerchio viola rappresenta l'oggetto da mettere a fuoco, le linee rosse e verdi rappresentano raggi di luce che passano attraverso aperture ai lati opposti della lente, il rettangolo giallo rappresenta la matrice di sensori (uno per ciascuna apertura) ed il grafico rappresenta il profilo di intensità visto da ogni matrice di sensori. Le figure da 1 a 4 rappresentano le condizioni in cui si concentra la lente (1) troppo vicino, (2) correttamente, (3) troppo e (4) troppo lontano. Si può vedere dai grafici che la differenza di fase tra i due profili può essere utilizzata per determinare non solo in quale direzione, ma anche di quanto bisogna spostare l'obiettivo per ottenere il fuoco ottimale. Nota: Le figure non sono in scala, ed i colori vengono utilizzati unicamente per chiarezza e non rappresentano qualsiasi lunghezza d'onda particolare.

I sistemi passivi non utilizzano alcun tipo di energia (in forma di raggi elettromagnetici o onde sonore) da inviare al soggetto dalla fotocamera. Al posto di questo, i sistemi passivi utilizzano la luce naturalmente riflessa dal soggetto, la misurazione viene effettuata attraverso la lente effettiva e in questo modo, l'autofocus passivo non utilizza praticamente per niente la misurazione della distanza del soggetto. In scene troppo scure, i sistemi passivi possono venire aiutati da un "fascio di assistenza dell'autofocus", che illumina la scena.

La messa a fuoco, anche in questo caso, può essere raggiunta in due modi:
- rilevamento della fase (Phase Detection Auto Focus – PDAF)
- misurazione del contrasto (Contrast Detection Auto Focus – CDAF)

Il rilevamento della fase consiste nel dividere la luce in ingresso in due immagini e nel compararle, determinando fin da subito se è necessario una correzione e in quale direzione, la precisione della correzione dipende strettamente dal numero di punti/pixel del sensore di fase, questo sistema viene utilizzato nelle macchine Reflex sia digitali che a pellicola. La misurazione del contrasto consiste invece nel determinare quando la massima messa a fuoco corrisponde al massimo contrasto, all'interno del campo del sensore, per questo non riesce a determinare la direzione della correzione e solo in parte di quanto correggere la messa a fuoco, ma raggiunge un elevato grado di precisione, che è strettamente legato alla grandezza del sensore principale, tale soluzione è la più semplice da utilizzare sulle apparecchiature digitali.

### Pro e contro dei due sistemi
I sistemi attivi, tipicamente, non possono mettere a fuoco attraverso finestre o altre superfici trasparenti, dal momento che la maggior parte di queste superfici riflettono onde sonore o luce infrarossa. Con i sistemi passivi questo solitamente non è un problema, a meno che il vetro non sia sporco, macchiato o colorato.
I sistemi passivi, a loro volta, non funzionano se il contrasto è basso, tipicamente su grandi superfici monocromatiche (muri, cielo sereno, ecc) o in condizioni di scarsa illuminazione. I sistemi passivi, infatti, dipendono da un certo grado di illuminazione naturale, mentre i sistemi attivi funzionano anche nella totale oscurità.

## Operatività
Il sistema di messa a fuoco a seconda del tipo di sistema può lavorare in modi differenti:
- Messa a fuoco continuo o CAF il sistema di messa a fuoco opera sempre, effettuando correzioni in modo costante e continuo senza interruzioni di sorta.
- Ad intervalli l'autofocus si attiva ad intervalli regolari e recupera l'eventuale messa a fuoco.
- Su richiesta la regolazione viene effettuata alla richiesta dell'utilizzatore che impone la correzione della stessa.

La messa a fuoco continua è quella che richiede più energie, ma che permette bene o male sempre la migliore messa a fuoco o comunque sia non troppo distante da quella ottimale, mentre quella ad intervalli ha bene o male i medesimi pregi di quella continua permettendo un consumo minore, ma non è adatta per le situazioni che richiedono cambi di messa a fuoco repentini e frequenti, per quanto riguarda la messa a fuoco su richiesta risulta adatta per tutte quelle situazioni in cui non è necessario cambiare la messa a fuoco, come le riprese a distanza fissa, situazione in cui non serve una continua regolazione e che anzi potrebbe in brevi frangenti causare una perdita di messa a fuoco.
Inoltre la messa a fuoco può utilizzare varie strategie in contemporanea, facendo cooperare soluzioni attive e passive.